# يو هوي
يو هوي (بالصينية: 于慧) هي نبالة صينية، ولدت في 31 مارس 1980 في تشينغداو في الصين.

## وصلات خارجية
- يو هوي على موقع الاتحاد الدولي للرماية بالسهام (الإنجليزية)
- يو هوي على موقع أوليمبيديا (الإنجليزية)
- يو هوي على موقع اللجنة الأولمبية الصينية (الإنجليزية)